# Richard Taylor (Fußballspieler, 2000)
Richard Akinfolarin Taylor (* 2. Oktober 2000 in Hackney, London) ist ein englischer Fußballspieler, der bei den Bolton Wanderers unter Vertrag steht.

## Karriere
Richard Taylor spielte bis zum Jahr 2018 in den Jugendmannschaften des FC Burnley aus dem Norden von England. Im Oktober 2018 wechselte Taylor auf Leihbasis zum FC Colne in die Northern Premier League. Nach der Leihe verließ Taylor Burnley und wechselte nach einem erfolgreichen Probetraining im Mai 2019 zum englischen Drittligisten Southend United. Am 13. November 2019 gab Taylor sein Debüt für den Verein bei einem 3:1-Sieg in der EFL Trophy gegen den AFC Wimbledon. Zehn Tage später folgte sein Ligadebüt bei einer 0:4-Niederlage gegen Oxford United als er in der Startelf stand. Ein weiter Einsatz in der League One 2019/20 folgte bei einer 2:4-Niederlage gegen die Bristol Rovers im Dezember 2019. Am Ende der Saison 2019/20 stieg Southend mit der schlechtesten Abwehr der Liga in die vierte Liga ab. Taylor kam nach dem Abstieg bis in den Januar 2021 auf 12 Viertligaspiele, bevor er im Februar 2021 für einen Monat auf Leihbasis zum FC Barnet aus der National League wechselte. Nachdem Southend auch am Ende der Saison 2020/21 aus der vierten Liga abgestiegen war, wurde sein Vertrag im Juli 2021 aufgelöst. Er stand danach kurzzeitig beim semi-professionellen Fußballverein Dulwich Hamlet aus London in der National League South unter Vertrag, bevor er im November 2021 ablösefrei zum National League-Klub Dagenham & Redbridge wechselte. Am 29. Januar 2022 wechselte Taylor zum irischen Zweitligisten Waterford FC. Nach einer erfolgreichen Saison in Irland unterzeichnete Taylor am 1. Januar 2023 einen Vertrag bis zum Ende der Saison 2022/23 beim schottischen Erstligisten FC St. Mirren. Am Ende der Saison wurde der Vertrag bis 2025 verlängert. Danach wechselte Taylor zurück nach England zu den Bolton Wanderers.